# Hokejski klub Trnje Zagreb
Hokejski klub Trnje je hokejski klub iz Zagreba. Osnovan kao juniorska ekipa Jedinstva, nastupao je u seniorskom prvenstvu Hrvatske. Bio je sudionik hrvatske I. B lige u sezoni 2004./05., u kojoj je natjecanje okončao na 2. mjestu, plasiravši se tako u I. A ligu.

## Vanjske poveznice
- O "Trnju"  Arhivirana inačica izvorne stranice od 11. lipnja 2007. (Wayback Machine) na službenim stranicama HK "Jedinstva"